# Eberhard Zwink
Eberhard Zwink (* 12. August 1946 in Ludwigsburg) ist ein deutscher Bibliothekar.

## Leben
Nach der Reifeprüfung am Friedrich-Schiller-Gymnasium Ludwigsburg 1966 studierte Eberhard Zwink Musikwissenschaft und Evangelische Theologie an der Eberhard-Karls-Universität Tübingen, seit 1970 auch Geographie. Nach dem Staatsexamen für den höheren Schuldienst 1972 in den Fächern Evangelische Theologie und Geographie promovierte er 1973 in Tübingen im Fach Musikwissenschaft bei Arnold Feil. Im gleichen Jahr trat er als Bibliotheksreferendar an der Württembergischen Landesbibliothek in Stuttgart in die Ausbildung für den höheren Bibliotheksdienst ein (Fachprüfung 1975 an der Bibliotheksschule Frankfurt/M.). Von 1975 bis 2011 arbeitete er dann als Fachreferent und Abteilungsleiter für die Historischen Sammlungen an der Württembergischen Landesbibliothek.

## Schriften (Auswahl)
- Paul Hindemiths „Unterweisung im Tonsatz“ als Konsequenz der Entwicklung seiner Kompositionstechnik. Graphische und statistische Musikanalyse (= Göppinger akademische Beiträge, Bd. 81). Kümmerle, Göppingen 1974, ISBN 3-87452-223-7 (Dissertation Universität Tübingen).
- (mit Eberhard Gutekunst): Zum Himmelreich gelehrt. Friedrich Christoph Oetinger, 1702–1782, württembergischer Prälat, Theosoph und Naturforscher ; eine Ausstellung in der Württembergischen Landesbibliothek Stuttgart vom 30. September bis 26. November 1982. Stuttgart 1982, ISBN 3-88282-007-1.
- (mit Stefan Strohm): Ursprung der Biblia Deutsch von Martin Luther. Ausstellung in der Württembergischen Landesbibliothek Stuttgart, 21. September bis 19. November 1983. Quell-Verlag, Stuttgart 1983, ISBN 3-88282-008-X.
- Biblische Poesie im Bild. Moderne Graphik zum dritten Teil der Hebräischen Bibel. Eine Ausstellung der Württembergischen Landesbibliothek Stuttgart. Eberhard Zwink unter Mitarbeit von Karin Kunze. Stuttgart: Württembergische Landesbibliothek, 1987. ISBN 3-88282-016-0
- (Mitarb. u. Hrsg.) Emanuel Swedenborg. 1688-1772. Naturforscher und Kundiger der Überwelt. Begleitbuch zu einer Ausstellung und Vortragsreihe in der Württ. Landesbibliothek Stgt. 29. Jan. bis 25. März 1988. Bearb. von Horst Bergmann und Eberhard Zwink. Stuttgart: Württ. Landesbibl. 1988. 168 S. ISBN 3-88282-017-9
- Johann Gottlieb Mittnacht and Gustav Werner. Forms of Open and Hidden Swedenborgianism in 19th Century German Southwest. In: Swedenborg an his Influence. International Symposium. February 7–9 1988. The Academy of the New Church, Bryn Athyn, Pennsylvania 1988. p 405–424. ISBN 0-910557-23-3
- Gustav Werner und Johann Gottlieb Mittnacht. Eine Auseinandersetzung um die von Emanuel Swedenborg gelehrte Neue Kirche. In: Blätter für württembergische Kirchengeschichte, Bd. 88 (1988), S. 402–427.
- Gustav Werner und die Neue Kirche. Die Auseinandersetzung mit dem Swedenborgianer Johann Gottlieb Mittnacht und anderen sowie weiteren neukirchlichen Quellen zu Gustav Werner aus der Sammlung Mittnacht in der Württ. Landesbibliothek Stuttgart. Reutlingen: Gustav Werner Stiftung zum Bruderhaus; Stuttgart: Württ. Landesbibliothek 1989. 125 S. (Swedenborg in der Württ. Landesbibliothek, Bd. 2) ISBN 3-88282-024-1
- 14000 Bände in dreihundert Sprachen: die Bibelsammlung der Württembergischen Landesbibliothek Stuttgart. – In: Bibel und Kirche. 48.1993, 2, S. 79–85.
- "Geistliche Gedichte und Gesänge für die nach Osten eilenden Zioniden". In: Blätter für württembergische Kirchengeschichte, Bd. 94 (1994), S. 47–90.
- Oberlin, Johann Friedrich (1740-1826). In: TRE: Theologische Realenzyklopädie.  Berlin; New York: de Gruyter. – Bd. 24, Lfg. 5 (1994). – S. 720–723.
- Das Gesangbuch in drei christlichen Sondergruppen des 19. Jahrhunderts. In: Reiner Nägele (Hrsg.): „... das heilige Evangelion in Schwang zu bringen“. Das Gesangbuch ; Geschichte – Gestalt – Gebrauch ; Begleitbuch zu einer Ausstellung in der Württembergischen Landesbibliothek Stuttgart vom 30. November 1996 bis 25. Januar 1997 und im Landeskirchlichen Museum Ludwigsburg vom 23. Februar bis 13. April 1997. Stuttgart 1996, S. 148-171. ISBN 3-88282-045-4.
- Detektivarbeit in der Landesbibliothek: Spektakulärer Bibelfund [Tyndale New Testament 1526]. – In: forschung: Mitteilungen der DFG. 1997, 2–3, S. 34-37.
- Detective work in the State Library: Spectacular Bible find” [Tyndale New Testament 1526]. – In: German Research: Reports of the DFG. 1997, 2–3, S. 41-44.
- Confusion about Tyndale: the Stuttgart copy of the 1526 New Testament in English. In: Reformation. Oxford: The Tyndale Society 3 (1998), S. 28-48.
- Otto Hahn (1828–1904). Stationen auf dem Lebensweg eines Hahn-/Paulus-Nachkommen ; der Swedenborgische Einfluß des Großvaters Karl Heinrich Ernst Paulus und Otto Hahns Bestrebungen im Bruderhaus Gustav Werners in Reutlingen. In: Pietismus und Neuzeit, Bd. 24 (1998), S. 328–353.
- Die Bibeln Karl Eugens und Franziskas Diamanten: eine Miszelle zum bibliothekarischen Reisen. In: Bücher, Menschen und Kulturen: Festschrift für Hans-Peter Geh zum 65. Geburtstag Hrsg. von Birgit Schneider, Felix Heinzer und Vera Trost unter Mitarb. von Edith Gruber, Verena Höser und Arietta Junginger. – München: K. G. Saur, 1999, S. 102–110.
- Johanneisches Christentum bei Gustav Werner. 1999
- Das Jüngste Gericht in der geistigen Welt: Emanuel Swedenborgs Eschatologie. – In: Apokalypse: Endzeiterwartungen im evangelischen Württemberg; Katalog zur Ausstellung im Landeskirchlichen Museum Ludwigsburg vom 10. Juni bis 1999 bis 16. Juli 2000. Ludwigsburg: Landeskirchliches Museum, 1999. (Kataloge des Landeskirchlichen Museums. Bd. 9), S. 141-147.
- (mit Martin Brecht, Hrsg.): Eine glossierte Vulgata aus dem Umkreis Martin Luthers. Untersuchungen zu dem 1519 in Lyon gedruckten Exemplar in der Bibelsammlung der Württembergischen Landesbibliothek Stuttgart (= Vestigia bibliae, Bd. 21). Lang, Bern/Berlin 1999, ISBN 3-906762-86-6.
- (mit Margret Popp) Der englische Reformator William Tyndale und sein Neues Testament: Das Stuttgarter Exemplar.                                                                1. William Tyndale’s Leben und Werk. Von Margret Popp. – 2. Entdeckung und Vorgeschichte des einzigen vollständigen Exemplars von William Tyndale’s New Testament 1526 in der Württembergischen Landesbibliothek Stuttgart. Von Eberhard Zwink. – 3. Tyndale und Luther: ein Bericht. Von Margret Popp. – In: Philobiblon. Stuttgart. 45.2001,4. – S. 275-324.
- „Schrauben-förmige Bewegung ist in allem“. Oetinger lenkt den Blick auf Swedenborgs „irrdische Philosophie“. In: Sabine Holtz u. a. (Hrsg.): Mathesis, Naturwissenschaft und Arkanwissenschaft im Umkreis Friedrich Christoph Oetingers (1702–1782) (= Contubernium, Bd. 63). Steiner, Stuttgart 2005, S. 197–230, ISBN 978-3-515-08439-0.
- Girolamo Savonarola (1452–1498) in der Württembergischen Landesbibliothek. Der Inkunabelbestand und das Mikrofiche-Projekt der Firma IDC Leiden. ̶ In: WLB-Forum. 7 (2005), 2. - S. 2-8.
- Breite Spuren des Erhabenen: Friedrich Schillers Werke in Erstdrucken. – In: GeistesSpuren: Friedrich Schiller in der Württembergischen Landesbibliothek; Ausstellung, 13. April bis 30. Juli 2005. Stuttgart: Württembergische Landesbibliothek, 2005. S. 57-89.
- Prvotisak Schillerovih djela = Friedrich Schillers Werke in Erstdrucken“. Široki tragovi uzvišenosti = Breite Spuren des Erhabenen“. In: GeistesSpuren. Ausstellung in der WLB in der National- und Universitätsbibliothek Zagreb, 15. Februar bis 31. März 2006, S. 2-5.
- Blumhardt-Lieder singen. Oder: Was hat wohl Blumhardt mit Alban Berg zu tun? In: Blätter für württembergische Kirchengeschichte, Bd. 106 (2006), S. 103–122.
- Familienpredigten [Leichenpredigten] in der WLB. In: WLB-forum 7 (2005), 3, S. 2-[11]
- Collecting and cataloguing Bibles.  In: Lay Bibles in Europe 1450–1800. International Conference Amsterdam 2004 /ed. by M Lamberigts; A. A. den Hollander.  Leuven: University Press, 2006 (Bibliotheca ephemeridum theologicarum Lovaniensium; 198), S. 329-341. ISBN 90-429-1785-7.
- Judaica in der Württembergischen Landesbibliothek Stuttgart (WLB), Handschriften – Inkunabeln – Bibeln – Bibliothek für Zeitgeschichte. – In: Zeitschrift für Bibliothekswesen und Bibliographie. 53.(2006), 3–4 , S. 173-176. – Erweitert in: WLB-forum. Stuttgart: Württ. Landesbibliothek. 8.(2006), 2/3, S. 9-24.
- Kirchenkarte von Deutschland: Versuch einer kartographischen Darstellung der kirchlichen und confessionellen Verhältnisse Deutschlands, incl. Preussen’s und der Schweiz“ von Joh. Valerius Kutscheit; Berlin: Verlag v. A. Gumprecht [um 1850]. Original: Kartenabteilung Staatsbibliothek zu Berlin – Preußischer Kulturbesitz. [Kommentar von] Eberhard Zwink. – Braunschweig: Archivverlag, 2007. – [1] Bl.: 1 Kartenfaksimile.(Deutschland in historischen Karten; 00705)
- The New Church in the German-speaking south west in the 19th century“. Translation by Karin Wilkins. In: Annual journal of the New Church Historical Society. Chester, Engl. 2007, S. 62-96.
- War Emanuel Swedenborg ein christlicher Theologe?  2002/2007
- David Friedrich Strauß – 1808–1874: Zerstörer unhaltbarer Lösungen und Prophet einer kommenden Wissenschaft. Ausstellung zum 200. Geburtstag des Ludwigsburger Theologen und Philosophen am 27. Januar 2008 in der Württembergischen Landesbibliothek Stuttgart, meist aus Beständen der „Sammlung Hugo Borst“, vom 21. Januar bis 29. März 2008. – Stuttgart: Württembergische Landesbibliothek, 2008, 64 S. ISBN 978-3-88282-068-3
- Die Bibel und Württemberg. Die Bibelsammlung der Württembergischen Landesbibliothek ; Katalog zur Ausstellung der Württembergischen Landesbibliothek Stuttgart vom 13. Mai bis 31. Juli 2009. Stuttgart 2009, 228 S. ISBN 3-88282-070-5.
- Die Stuttgarter 36-zeilige Bibel. Exemplarspezifische Merkmale und Aufhellung des Provenienzgangs. In: Archiv für Geschichte des Buchwesens. 64 (2009), S. 207-220. Erweitert in WLB-forum 12 (2010), Heft 1. S. 2-19.
- Warum Gustav Werner anders war. Johanneisches Christentum als Grund und Ziel seines diakonischen Wirkens. In: Schwäbische Heimat, Bd. 60 (2009), S. 330–339.
- Handschrift und Buchdruck in der Umbruchszeit um 1500. - In: Die Lorcher Chorbücher. Aufsätze zur Sonderausstellung "500 Jahre Lorcher Chorbücher" im Kloster Lorch vom 13.09. bis 14.10.2012. Hrsg. von ... Simon M. Haag.  Heidelberg; Albstadt-Weiher; Basel: verlag regionalkultur 2016, S. 9-48
- (Mitarb.): Die Inkunabeln der Württembergischen Landesbibliothek Stuttgart. Vier Bände. Harrassowitz, Wiesbaden 2018, ISBN 978-3-447-11075-4.
- Otto Hahn und Hölderlin. Eine Episode um die Enthüllungsfeier des Tübinger Hölderlin-Denkmals von Emmerich Andresen am Donnerstag, den 30. Juni 1881. Typoskript und Edition im Hölderlin-Archiv der WLB Stuttgart.
- Weitere Beiträge in der Hauszeitschrift WLB-Forum :